# Yahoo! Auctions
Yahoo! Auctions è un sito di vendite fondato nel 1998 da Yahoo!, con lo scopo dichiarato di essere un concorrente di eBay.
Attualmente il servizio è presente a Taiwan e in Giappone; in passato era presente anche in Stati Uniti, Canada, Singapore, Hong Kong, Regno Unito ed Irlanda. La versione nordamericana (Stati Uniti e Canada) del sito è stata chiusa il 16 giugno 2007. La versione di Singapore è stata chiusa il 22 settembre 2008. La versione del Regno Unito e dell'Irlanda è stata chiusa il 28 giugno 2002. Durante l'interruzione del servizio in quest'ultimi paesi, Yahoo! ha consigliato l'utilizzo di eBay per gli acquisti online, nonostante la concorrenza. La versione di Hong Kong è stata chiusa il 31 maggio 2020.
Dal 6 aprile 2022, è vietato l'accesso alla versione giapponese di Yahoo Auctions dall'Europa e dal Regno Unito.
Uno dei motivi per cui Yahoo! Auctions è preferito dai venditori è dovuto al fatto che non sono previste spese di commissioni, poiché le entrate economiche del sito sono generate dalla pubblicità. Gli utenti di Singapore si sono spostati su eBay dopo la chiusura di Yahoo! Auctions nel paese, citando le commissioni troppo alte e un sito web "disordinato".